# Roland Grip
Bruno Roland Grip (Föllinge, Suecia, 1 de enero de 1941-Uppsala, Suecia; 9 de febrero de 2024) fue un futbolista sueco. Se desempeñaba en la posición de defensa y militó en diversos clubes de su país.

## Selección nacional
Fue internacional con la selección de fútbol de Suecia en 55 ocasiones y anotó solamente un gol. Además, participó con la selección sueca, en 2 ediciones de la Copa Mundial. La primera fue en la edición de México 1970, donde su selección quedó eliminado en la primera fase y la segunda fue en Alemania 1974, donde su selección quedó eliminada en la segunda fase.

### Participaciones en Copas del Mundo
| Mundial              | Sede     | Resultado    |
| -------------------- | -------- | ------------ |
| Copa Mundial de 1970 | México   | Primera Fase |
| Copa Mundial de 1974 | Alemania | Segunda Fase |

## Clubes
| Club          | País   | Año         |
| ------------- | ------ | ----------- |
| Bräcke SK     | Suecia | 1955 - 1961 |
| Östersund     | Suecia | 1962 - 1964 |
| AIK Estocolmo | Suecia | 1964 - 1970 |
| IK Sirius     | Suecia | 1971 - 1975 |
| SK Iron       | Suecia | 1976        |